# Флюоро-апатит
Флюоро-апатит — мінерал, флуорфосфат кальцію з групи апатиту. Назва — від грецьк. «апате» — обманювати (оскільки спершу був прийнятий за турмалін, берил, олівін тощо).

## Опис
Хімічна формула: Ca5[PO4]3F.
Сингонія гексагональна. Кристали від коротко-призматичних до подовжено-призматичних або таблитчастих, а також сферолітові, масивні, зернисті, землисті аґреґати та конкреції. Присутні орієнтовані включення рутилу та монациту. Густина 3,2. Тв. 5. Колір різний. Блиск скляний до масного. Флуоресціює або фосфоресціює.

## Поширення
Звичайний акцесорний мінерал магматичних порід. Зустрічається також в пегматитах, гідротермальних жилах, метасоматичних вапняково-силікатних або забруднених карбонатних породах. Основний компонент апатит-нефелінових руд і фосфоритів.

## Різновиди
Розрізняють:
- флуорапатит гідроксилистий (різновид флуорапатиту зі значним вмістом гідроксилу: F > OH " Cl);
- флуорапатит карбонатний, карбонатфлуорапатит або франколіт (Са5(РО4, СО3)3F),
- флуорапатит манґановий (флуорапатит, що містить до 11 % MnO),
- флуорапатит стронціїстий (флуорапатит зі шт. Монтана, США, який містить до 46,3 % СаО і 11,6 % SrO).